# Inositol
O inositol (C6H12O6) é uma substância que atua como fator de crescimento de animais e microrganismos, frequentemente utilizada como vitamina do complexo B. Também é chamada de dambose. Os carboidratos que pertencem ao grupo de hexose, também possuem fórmula semelhante (C6H12O6), como a glicose, frutose e galactose.
Inositol (que é encontrado de modo mais abundante na forma de mio-inositol, cis-1,2,3,4-trans-4,6-cicloexanoexol) é um poliálcool cíclico que desempenha um importante papel como base estrutural para mensageiros secundários em células eucarióticas tais como inositol fosfatos (IPn). O Inositol é encontrado em muitos alimentos, de modo especial, em cereais e frutas. O mio-inositol era considerado uma vitamina pertencente ao complexo B, mas não é mais considerado porque pode ser sintetizado pelo corpo humano.

## Função
Inositol é base de inúmeros sinalizadores celulares e mensageiros secundários, estando envolvido em vários processos biológicos, tais como: montagem do citoesqueleto; controle da concentração intracelular do íon Ca2+; manutenção do potencial de membrana das células; modulador da atividade da insulina; quebra das gorduras; redução dos níveis de colesterol no sangue

## Aplicações clínicas
Doenças psicológicas: pacientes acometidos de depressão geralmente apresentam redução dos níveis de inositol no líquido cefalorraquidiano (cerebrospinal). Alguns resultados preliminares de estudos com suplementos de inositol revelam promissores avanços para pessoas que sofrem de distúrbios tais como bulimia, síndrome do pânico, transtorno obsessivo-compulsivo (TOC) e transtornos bipolares.